# 40007 Vieuxtemps
40007 Vieuxtemps è un asteroide della fascia principale. Scoperto nel 1998, presenta un'orbita caratterizzata da un semiasse maggiore pari a 2,6697363 UA e da un'eccentricità di 0,1509440, inclinata di 9,73138° rispetto all'eclittica.
L'asteroide è titolato al compositore e violinista belga Henri Vieuxtemps.